# Smích
Smích (z řeckého γέλιο) je jedna z mnoha mimických vlastností člověka (a vyšších primátů). Je hlasitým projevem veselí, radosti, nadšení apod. Na rozdíl od úsměvu, který je v zásadě pouze specifická grimasa, smích je doplněn o charakteristické zvuky, pracuje při něm především bránice. Může vzniknout jako psychologická reakce na vtip, lechtání, nebo jiné podněty. Inhalace oxidů dusíku může také vyvolávat smích. Drogy, jako třeba marihuana, mohou způsobit silný smích. Silný smích může vyvolat slzy, příp. při konzumaci tekutého jídla může vést až k jeho samovolnému vypuzení nosem. Smích je každodenní součástí lidského života a sdílejí jej lidé všech věkových kategorií a národností.

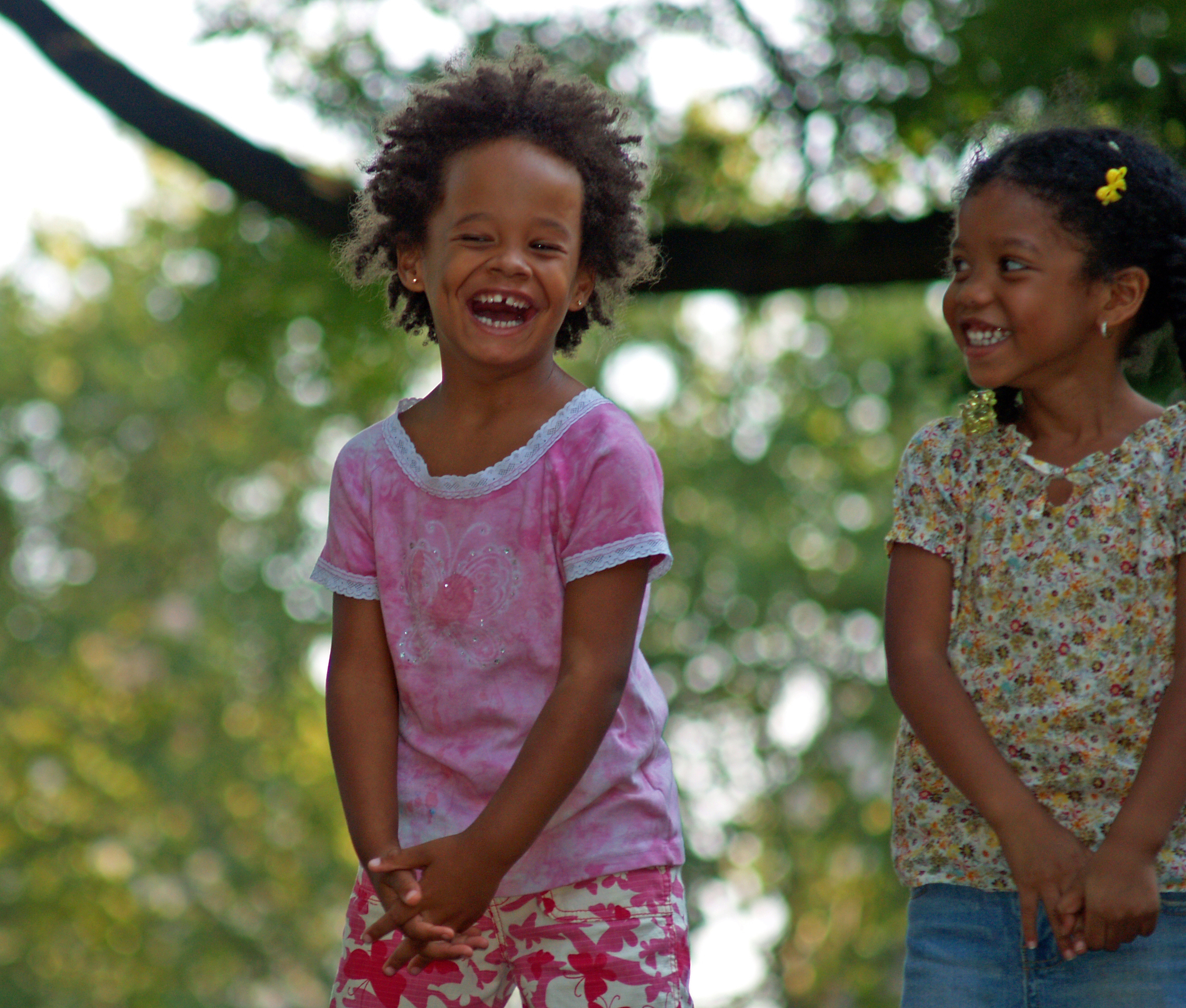
Smějící se děti

## Chemický proces v těle
Při smíchu se v našem těle uvolňuje mnoho látek, často označovaných jako hormony štěstí. Mezi tyto látky patří například endorfin, serotonin, oxytocin, protein BDFN. Tyto látky podporují naše životní funkce a přivozuje dobrou náladu, pocit bezpečí, lásky, štěstí atd.

## Původ smíchu z hlediska evoluce
Podle antropologů zazněl smích poprvé v říši zvířat a jeho původním zdrojem byla pravděpodobně "playful aggression" – hravá agrese, neboli ohrožení bez nebezpečí. Vyšší primáti (šimpanzi, gorily, orangutani atd.) se smějí při hře, kdy jeden druhého napadá, ale ten druhý ví, že jde pouze o hravé napadání a nehrozí při něm žádné nebezpečí. Potýká se v nich tedy evoluční instinkt – utéct, či bojovat – se skutečností, že útok je hravý a ani jedna z těchto možností není potřeba. Přebytek této energie, původně určené na boj nebo útěk, tedy uvolníme smíchem.

## Pohled na smích v průběhu věků

### Antičtí filozofové a smích
Až do 20. století většina filozofů o humoru nepřemýšleli, ani o něm nemluvili a když už se o něm museli zmínit, mluvili o něm jen okrajově a většinou jen negativně. První kniha od významného filozofa vyšla až v roce 1900 pod názvem Smích, jejím autorem byl Henri Bergson. (Důvodem odporu filozofů k humoru může být právě výše zmíněný původ smíchu ze zvířecí říše.)
- Řecký filozof Platón například doporučoval, aby v ideálním světě byla komedie přísně kontrolována. Platona pohoršovaly části z Odyssey, kde Homér popisuje, jak se hora Olymp otřásala pod smíchem bohů. Platon napsal, že nelze přijmout, když někdo popisuje význačného člověka, natož boha, jak je přemožen smíchem.
- Řecký filozof Aristotelés smích také neschvaloval a vyjádřil se k němu takto: Žertování je druhem výsměchu, a protože zákonodárci některé druhy výsměchu zakazují, možná by měly být zakázány i některé druhy žertu.

### Náboženství a smích
- Bible – kdykoliv se v Bibli Bůh směje, pokaždé je to smích zlověstný (např. Žalm 2, verše 2-6[2]).[zdroj?] V Bibli je výsměch tak urážlivý, že může být trestán i smrtí (např. Druhá Královská č.2, verše 23-24).[3]

## Smích jako lék
- Jóga smíchu[4] (viz např. Karel Nešpor)
- Dobročinná organizace Zdravotní klaun